# 포르투갈의 행정 구역
포르투갈의 행정 구역은 본토의 18개 현(distrito)을 포함한 5개 지방(região)과 북대서양에 위치한 2개 자치지방(região autónoma)인 아소르스 제도와 마데이라 제도를 포함해 총 7개 지방(região)으로 구성되어 있다. 지방 아래로 18개의 현이 있는데, 두 구분 사이에는 유럽연합의 통계지역단위명명법(NUTS)의 3단계에 해당되는 30개의 준지방이 존재하지만, 통계 목적으로만 사용된다. 한 현에 준지방이 걸쳐있는 경우가 많아 NUTS 구분상 상위단위인 준지방의 개수가 더 많은 모습을 보여주고 있다. 현 아래로는 주요 도시 및 촌락을 중심으로 하는 자치단체(conselho)가 존재하며, 그 아래로는 가장 작은 단위인 구역(freguesia)가 있다.
포르투갈에서 "도시"는 인구, 사회기반시설, 역사적 중요성 등 몇몇 기준에 충족한 지역에 주어지는 명예 칭호이다. 1128년 포르투갈 왕국의 실질적 독립 초기에는 라메구, 비제우, 브라가, 코임브라, 포르투와 후에 병합되는 리스본, 에보라, 실베스가 도시로 여겨졌고, 이후 1199년 구아르다가 처음으로 왕국 내에서 도시로 승격하였다. 이러한 도시는 한 자치단체 아래 여러 구역이 묶여 도시를 구성하는 경우가 있는가 하면, 구역 하나가 도시 하나를 구성해 한 자치단체에 여러 도시가 존재하기도 한다. 예를 들어 코임브라 시의 경우, 코임브라 현에 속한 코임브라 자치단체 내 대부분의 구역이 코임브라 시로 간주되어 전자의 예가 될 수 있지만, 세투발 현 알마다 자치단체 내에는 알마다 시와 코스타다카파리카 시, 두 도시가 있어 후자의 예로 들 수 있다.

## 지방

5개 지방과 2개 자치 지방

포르투갈은 본토는 5개 지방(região)으로 나뉘고, 다시 28개 준지방(subregião)으로 나뉜다. 5개 지방은 북쪽에서 남쪽으로 다음 순서이다.
- 노르트 지방(Norte)
- 센트루 지방(Centro)
- 리스보아 지방(Lisboa)
- 알렌테주 지방(Alentejo)
- 알가르브 지방(Algarve)

대서양의 영토는 2개 자치 지방(região autónoma)으로 구성되어 있다.
- 아소르스 제도(Região Autónoma dos Açores)
- 마데이라 제도(Região Autónoma da Madeira)

## 준지방

포르투갈의 준지방

지방은 아무런 행정적 의미를 갖지 않는 통계 목적의 준지방으로 나뉜다.
- 포르투갈 본토
  - 노르트 지방 (8개 준지방)
    - 알투트라주스몬트스 (Alto Trás-os-Montes) (15개 자치단체, 8171km2, 223,259명)
    - 아브 (Ave) (8개 자치단체, 1245km2, 509,969명)
    - 카바두 (Cávado) (6개 자치단체, 1246km2, 393,064명)
    - 도루 (Douro) (19개 자치단체, 4110km2, 221,853명)
    - 엔트르도루이보가 (Entre Douro e Vouga) (5개 자치단체, 861km2, 276,814명)
    - 그란드포르투 (Grande Porto) (11개 자치단체, 1024km2, 1,392,189명)
    - 미뉴리마 (Minho-Lima) (10개 자치단체, 2219km2, 250,273명)
    - 타메가 (Tâmega) (12개 자치단체, 2621km2, 551,301명)

  - 센트루 지방 (12개 준지방)
    - 바이슈몬데구 (Baixo Mondego) (10개 자치단체, 2063km2, 340,342명)
    - 바이슈보가 (Baixo Vouga) (11개 자치단체, 1802km2, 385,725명)
    - 베이라인테리오르노르트 (Beira Interior Norte) (9개 자치단체, 4063km2, 115,326명)
    - 베이라인테리오르술 (Beira Interior Sul) (4개 자치단체, 3749km2, 78,127명)
    - 코바다베이라 (Cova da Beira) (3개 자치단체, 1375km2, 93,580명)
    - 당라퐁이스 (Dão-Lafões) (14개 자치단체, 3489km2, 286,315명)
    - 메디우테주 (Médio Tejo) (10개 자치단체, 2306km2, 226,070명)
    - 오에스트 (Oeste) (12개 자치단체, 2221km2, 338,711명)
    - 피냘인테리오르노르트 (Pinhal Interior Norte) (14개 자치단체, 2617km2, 138,543명)
    - 피냘인테리오르술 (Pinhal Interior Sul) (5개 자치단체, 1903km2, 44,804명)
    - 피냘리토랄 (Pinhal Litoral) (5개 자치단체, 1746km2, 251,014명)
    - 세하다이스트렐라 (Serra da Estrela) (3개 자치단체, 868km2, 49,896명)

  - 리스보아 지방 (2개 준지방)
    - 그란드리스보아 (Grande Lisboa) (9개 자치단체, 1382km2, 2,025,628명)
    - 페닌술라드세투발 (Península de Setúbal) (9개 자치단체, 1581km2, 782,786명)

  - 알렌테주 지방 (5개 준지방)
    - 알렌테주센트랄 (Alentejo Central) (14개 자치단체, 7228km2, 173,401명)
    - 알렌테주리토랄 (Alentejo Litoral) (5개 자치단체, 5303km2, 99,976명)
    - 알투알렌테주 (Alto Alentejo) (15개 자치단체, 6248km2, 127,025명)
    - 바이슈알렌테주 (Baixo Alentejo) (13개 자치단체, 8545km2, 135,105명)
    - 레지리아두테주 (Lezíria do Tejo) (11개 자치단체, 4273km2, 240,832명)

  - 알가르브 지방 (1개 준지방)
    - 알가르브 (Algarve) (16개 자치단체, 4995km2, 395,208명)
- 아소르스 자치 지방 (Região Autónoma dos Açores)
- 마데이라 자치 지방 (Região Autónoma da Madeira)

## 폐지된 행정구역 단위

### 주
오늘날 포르투갈에서 주(províncias)는 더 이상 어떠한 행정적 의미도 갖지 않지만, 여전히 많은 사람들이 출신지를 밝힐 때 사용하는 구분법으로 계속 쓰여지고 있다.

#### 역사적 주
- 엔트르도루이미뉴주 (Entre-Douro-e-Minho)
- 트라스우스몬트스주 (Trás-os-Montes)
- 베이라주 (Beira)
- 이스트레마두라주 (Estremadura)
- 알렌테주주 (Alentejo)
- 알가르브주 (Algarve)

#### 1936년부터 1976년 사이 존재한 주
- 미뉴주 (Minho)
- 트라스우스몬트스이알투도루주 (Trás-os-Montes e Alto Douro)
- 도루리토랄주 (Douro Litoral)
- 베이라알타주 (Beira Alta)
- 베이라리토랄주 (Beira Litoral)
- 베이라바이샤주 (Beira Baixa)
- 이스트레마두라주 (Estremadura)
- 히바테주주 (Ribatejo)
- 알투알렌테주주 (Alto Alentejo)
- 바이슈알렌테주주 (Baixo Alentejo)
- 알가르브주 (Algarve)

### 해외주
이스타두 노부 시기인 1951년 해외 식민지에 대한 명칭을 해외주(Províncias ultramarinas) 개정해 행정구역으로 취급하였다. 이 중 일부는 국(estado)으로도 불리었으며, 1974년 카네이션 혁명 이후 식민지들이 독립함에 따라 폐지되었다.
- 앙골라 해외주 (Provincía ultramarina de Angola, 1972년 앙골라국(Estado de Angola)으로 개칭, 현재의 앙골라)
- 기네 해외주 (Provincía ultramarina de Guiné, 현재의 기니비사우)
- 모삼비크 해외주 (Provincía ultramarina de Moçambique, 1972년 동아프리카국(Estado da África Oriental)으로 개칭, 현재의 모잠비크)
- 상토메 프린시프 해외주 (Provincía ultramarina de São Tomé e Principe, 현재의 상투메 프린시페)
- 카부베르드 해외주 (Provincía ultramarina de Cabo Verde, 현재의 카보베르데)
- 마카우 해외주 (Provincía ultramarina de Macau, 현재의 마카오)
- 포르투갈령 인도국 (Estado da Índia, 현재의 인도 고아 주, 다만 디우, 다드라 나가르하벨리)
- 티모르 해외주 (Provincía ultramarina de Timor, 현재의 동티모르)